# Брюс, Роберт, 5-й лорд Аннандейл
Роберт де Брюс (скотс Robert de Brus, около 1215—31 марта 1295) — 5-й лорд Аннандейла, англо-шотландский аристократ из рода Брюсов, один из основных претендентов на корону Шотландии в ходе «Великой тяжбы».

## Биография
Роберт Брюс был сыном Роберта Брюса, 4-го лорда Аннандейла, и Изабеллы Шотландской, дочери Давида Хантингдонского, внука короля Шотландии Давида I.
В состав владений Роберта Брюса входил наследственный лен в долине Аннана в юго-западной части Шотландии и ряд поместий в английском графстве Дарем. Будучи одним из крупнейших магнатов Шотландии, Роберт активно участвовал в борьбе за власть в период несовершеннолетия короля Александра III. Изгнанный из регентского совета партией Коминов, Роберт Брюс пытался найти поддержку у Англии и участвовал в борьбе Генриха III с Симоном де Монфором. Однако реальной помощи от английского короля Роберт не получил.
Предками Роберта Брюса по материнской линии были короли Шотландии. В начале правления Александра III, до рождения у короля сына, Роберт был даже неофициально признан наследником престола. В 1286 году Александр III умер, не оставив потомков мужского пола. В шотландском государственном праве не сложились к тому времени чёткие правила наследования королевства женщинами. Согласно одной точке зрения, королевой должна была стать внучка Александра III трёхлетняя Маргарет Норвежская Дева. Роберт Брюс и его сторонники выступали с позиции недопустимости перехода трона к женщине. Тем не менее большинство баронов страны высказались в поддержку Маргарет, которая и была признана королевой Шотландии.
В 1290 году Маргарет скончалась, что вновь открыло вопрос о наследовании шотландского престола. Основными претендентами были:
- Роберт Брюс, сын второй дочери Давида Хантингдонского,
- Иоанн Баллиоль, внук старшей дочери Давида,
- Флорис V, граф Голландии, потомок сестры Давида,
- Эрик II, король Норвегии, отец умершей королевы.

Спор был передан на рассмотрение английского короля Эдуарда I. Длительный судебный процесс, известный как «Великая тяжба», завершился в 1292 году признанием королём Шотландии Иоанна Баллиоля. Потерпев поражение, Роберт Брюс передал свои наследственные права своему сыну Роберту.
Но особо известен в истории внук его, — также именем Роберт, который позднее возглавит борьбу за независимость страны и в 1306 году будет коронован королём Шотландии.

## Семья и дети
Роберт Брюс был женат дважды. 12 мая 1240 года в первый раз женился на Изабелле де Клер (2 ноября 1226 — после 10 июля 1264), дочери Гилберта де Клера, 4-го графа Хартфорда и 5-го графа Глостера, и леди Изабеллы Маршалл. Дети от первого брака:
- Изабель де Брюс (1249 — ок. 1284), жена сэра Джона Фицмармадьюка (ум. 1310)
- Роберт де Брюс (1253—1304), 4-й граф Каррик (1271—1292), 6-й лорд Аннандейл (1295—1304)
- Уильям де Брюс
- Бернард де Брюс
- Ричард де Брюс (ум. ок. 1287)
- Констанция де Брюс (род. 1251), жена сэра Уильяма Скотта

3 мая 1275 года вторично женился на Кристине де Айреби (ум. ок. 1305/1310), дочери сэра Уильяма де Айреби. Второй брак был бездетен.